# Complejo Deportivo Cinco Águilas Blancas
El Complejo Deportivo Cinco Águilas Blancas es un complejo polideportivo ubicado en el extremo suroeste de la ciudad de Mérida, en Venezuela. Fue construido con motivo de los juegos nacionales Andes 2005 siendo inaugurado el 26 de noviembre de 2005 y culminado para la Copa América 2007. El complejo cuenta con canchas de tenis, piscina olímpica, cinco gimnasios dedicados a la práctica del tenis de mesa, judo, gimanasia artística, karate y esgrima así como el Estadio Metropolitano de Mérida, un recinto multipropósito para la práctica del fútbol y demás deportes de atletismo.